# Mark Sholtez
Mark Sholtez – australijski muzyk jazzowy, który zadebiutował w 2006 roku albumem Real Street, nagranym w Nowym Jorku.

## Dyskografia
Albumy
- 2006: Real Street[1]
- 2010: The Distance Between Two Truths[2]
- 2015: The Edge of the Known World[3][4]

Single
- 2006: If I Were A Song
- 2010: We Could Get Lost